# Alexander Zorniger
Alexander Zorniger (Mutlangen, 8 ottobre 1967) è un allenatore di calcio tedesco, tecnico dell'Odense.

## Carriera da allenatore

### Gli inizi della carriera
Zorniger inizia la propria carriera di allenatore con il Normannia Gmünd, che guida dal 2004 al 2009. Nel 2009 ricopere la carica di vice-allenatore dello Stoccarda, poi, dal 2010 al 2012, quella di allenatore del Sonnenhof Großaspach.

### RB Lipsia
Divenuto allenatore del RB Lipsia il 3 luglio 2012, riesce a mantenere il club imbattuto per un'intera stagione in tutte le competizioni. Conclude, infatti, il campionato di Regionalliga con 21 vittorie e 9 pareggi e guadagna così lo spareggio per la promozione. Vincendo la gara di andata per 2-0 e pareggiando quella di ritorno con il risultato di 2-2 contro lo Sportfreunde Lotte, la squadra ottiene la promozione in 3. Liga. Inoltre sconfigge il Chemnitz nella finale di Coppa Sassonia.
Zorniger è licenziato l'11 febbraio 2015.

### Stoccarda
Il 25 maggio 2015 lo Stoccarda annuncia l'ingaggio di Zorniger come allenatore con un contratto fino all'estate del 2018. L'esperienza si conclude tuttavia già il 24 novembre 2015, quando a seguito degli scarsi risultati ottenuti (con la squadra terzultima in Bundesliga), Zorniger è esonerato.

### Brøndby
Il 17 maggio 2016 assume la guida del Brøndby, squadra della Superligaen danese, con contratto biennale. Esordisce nel primo turno di Europa League battendo per 4-1 gli islandesi del Valur in trasferta, per poi vincere per 6-0 in casa una settimana dopo. Il 17 luglio esordisce in campionato vincendo per 4-0 in casa contro l'Esbjerg. Dopo aver superato Hibernian ed Hertha Berlino nei turni successivi di Europa League, la squadra è eliminata dal Panathīnaïkos al turno finale prima dell'accesso ai gironi. In campionato Zorniger ottiene il primo posto prima della pausa invernale, per poi chiudere la stagione al secondo posto, miglior piazzamento dal 2006. Nella stagione 2017-2018 si aggiudica la Coppa di Danimarca battendo per 3-1 in finale il Silkeborg. La gestione prosegue fino al 18 febbraio 2019, quando Zorniger è esonerato a causa della sconfitta interna (1-2) in campionato contro l'Esbjerg del giorno prima.

## Palmarès

### Allenatore

#### Competizioni nazionali
- Fußball-Regionalliga: 1

RB Lipsia: 2012-2013 (girone Nordest)
- Coppa di Danimarca: 1

Brøndby: 2017-2018
- Campionato cipriota: 1

Apollōn Limassol: 2021-2022